# 獅子洋
獅子洋是珠江下游的水道，位在伶仃洋的北面。為广州市位於南海的新港。黃埔新港位於東江以及珠江的新港口，並包含两個鐵路隧道（广深港高速铁路狮子洋隧道、广惠城际铁路狮子洋隧道）和兩座橋梁（虎门大桥、南沙大橋）。